# 렌즈 아반도
렌즈 조지프 마무야크 아반도(Rhenz Joseph Mamuyac Abando, 1998년 3월 11일 ~ )는 필리핀의 농구 선수로 포지션은 콤보 가드이다. 현재는 한국프로농구 안양 KGC인삼공사 소속으로 뛰고 있다.